# Semana Internacional de la Carta
Semana Internacional de la Carta (del inglés: International Letter Writing Week) es una celebración del correos y de sus empleados, que se realiza cada año durante la semana que cae el 9 de octubre.

## Historia y difusión

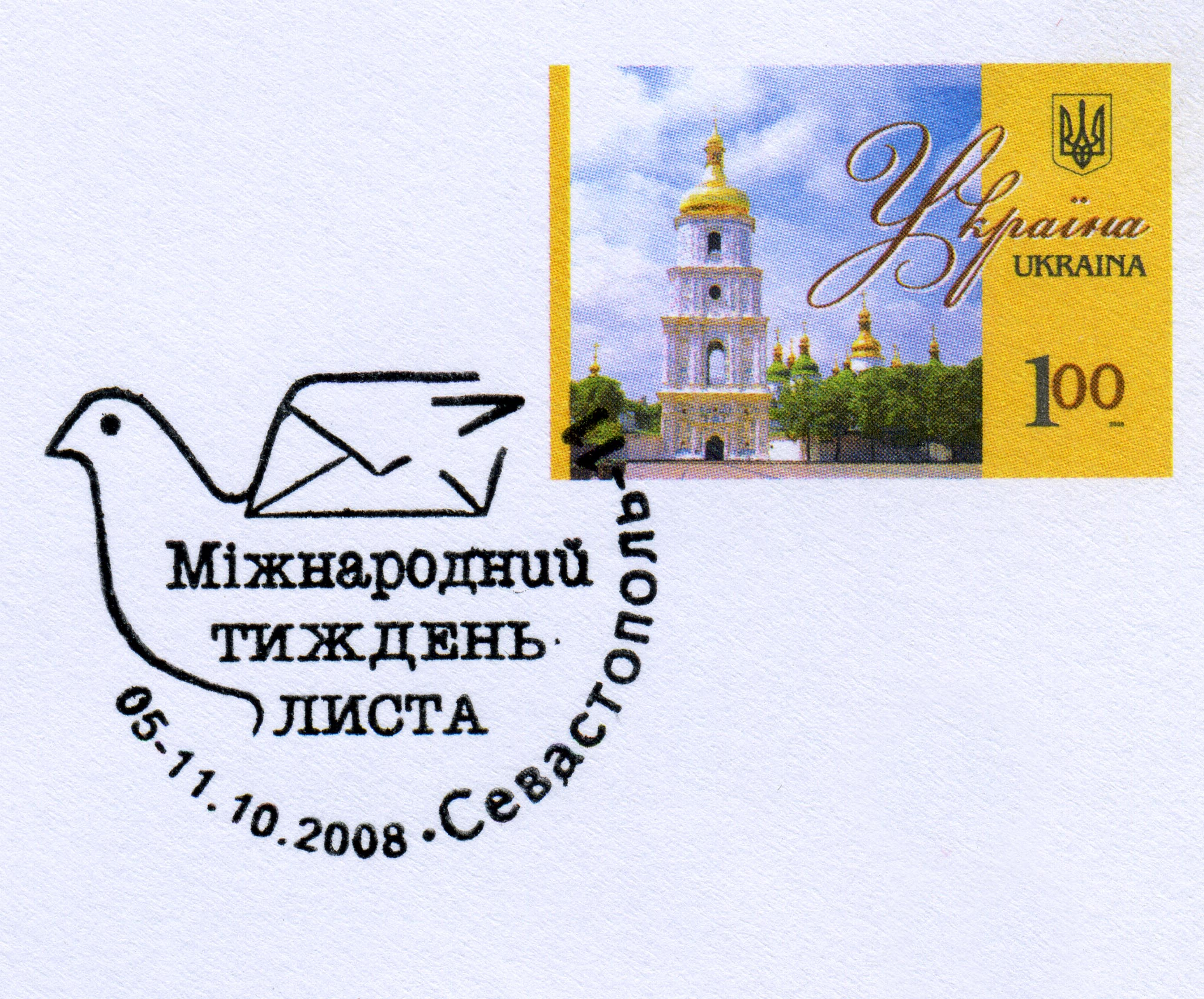
Cancelación especial de Ucrania. 2008. Semana Internacional de la Escritura. Sebastopol

La decisión de celebrar anualmente la Semana Internacional de la Carta, que cae el 9 de octubre, día de fundación de la Unión Postal Universal (UPU), fue aceptada en Ottawa (Canadá) durante el XIV congreso UPU en 1957. En 1969 durante el XVI congreso UPU efectuado en Tokio (Japón) se estableció además un día feriado para el Día Mundial del Correo.
Desde 1957 en diferentes países se conduce medidas correspondientes, para la semana de la carta y frecuentemente se prevé la emisión de sellos postales.

## Las emisiones niponas
El servicio postal de Japón dispuso la emisión regular de estampillas «Semana Internacional de la Carta» (SIC) en 1958 y desde entonces, probablemente sea la más productiva emisión en honor del evento, anualmente destacan sus hoja bloque.
Además, desde 1978 en este país se comenzó a celebrar el día de la carta y estampillas en este caso desde 1979. La emisión de la última es generalmente programada para el 23 de julio 1958 - SIC (Scott #656).

### Lista de los sellos de Japón
- 1958 - Semana Internacional de la Carta (SIC) (Scott #656)
- 1959 - SIC (Scott #679)
- 1960 - SIC (Scott #704)
- 1961 - SIC (Scott #735)
- 1962 - SIC (Michel #806; Scott #769)
- 1963 - SIC (Michel #842; Scott #800)
- 1964 - SIC (Scott #828)
- 1965 - SIC (Scott #850)
- 1966 - SIC (Scott #896)
- 1967 - SIC (Scott #932)
- 1968 - SIC (Scott #971)
- 1969 - SIC (Scott #1016)
- 1970 - SIC (Scott #1043)
- 1971 - SIC (Scott #1092)
- 1972 - SIC (Scott #1126)
- 1973 - SIC (Scott #1149)
- 1974 - SIC (Michel #1226; Scott #1183)
- 1975 - SIC (Scott #1232)
- 1976 - SIC (Scott #1264)
- 1977 - SIC (Michel #1338; Scott #1314)
- 1978 - SIC (Michel #1368; Scott #1347)
- 1979 - Día Mundial del Correo (DMC), SIC (Michel #1405; Scott #1371, 1383)
- 1980 - DMC, SIC (Michel #1444; Scott #1410, 1411, 1418)
- 1981 - DMC, SIC (Michel #1487; Scott #1459, 1460, 1480)
- 1982 - DMC, SIC (Michel #1531; Scott #1495, 1496, 1511)
- 1983 - DMC, SIC (Scott #1531, 1532, 1548)
- 1984 - DMC, SIC (Michel #1602; Scott #1566, 1567, 1586)
- 1985 - DMC, SIC (Scott #1654, 1655, 1662)
- 1986 - DMC, SIC (Scott #1677, 1678, 1703)
- 1987 - DMC, SIC (Michel #1755; Scott #1751, 1752, 1755, 1756)
- 1988 - DMC, SIC (Scott #1796-1799, 1808, 1809)
- 1989 - DMC, SIC (Michel #1886; Scott #1834, 1835, 1994, 1995)
- 1990 - DMC, SIC (Scott #2058, 2059, 2066, 2067)
- 1991 - DMC, SIC (Michel #2071; Scott #2116, 2117, 2121, 2122)
- 1992 - DMC, SIC (Scott #2136, 2137, 2142, 2143)
- 1993 - DMC, SIC (Scott #2204, 2205, 2213, 2214)
- 1994 - DMC, SIC (Scott #2244, 2245, 2429-2431)
- 1995 - DMC, SIC (Scott #2473, 2474, 2498-2500)
- 1996 - DMC, SIC (Michel #2423, 2424, 2419S; Scott #2532, 2533, 2533a, 2541-2546)
- 1997 - DMC, SIC (Scott #2572-2575, 2574a, 2580-2585)
- 1998 - DMC, SIC (Scott #2624-2628, 2628a, 2632-2637)
- 1999 - DMC, SIC (Scott #2682-2686, 2709-2714)
- 2000 - DMC, SIC (Scott #2737-2742, 2742l, 2744-2746)
- 2001 - DMC, SIC (Scott #2779-2783, 2783l, 2791-2793)
- 2002 - DMC, SIC (Scott #2824-2828, 2828l, 2835-2837)
- 2003 - DMC, SIC (Scott #2860-2864, 2864l, 2865-2867)
- 2004 - DMC, SIC (Scott #2890-2894, 2894l, 2904-2906)
- 2005 - DMC, SIC (Scott #2929-2933, 2933l, 2938-2940)

Semana Internacional de la Carta en los sellos postales de algunos países
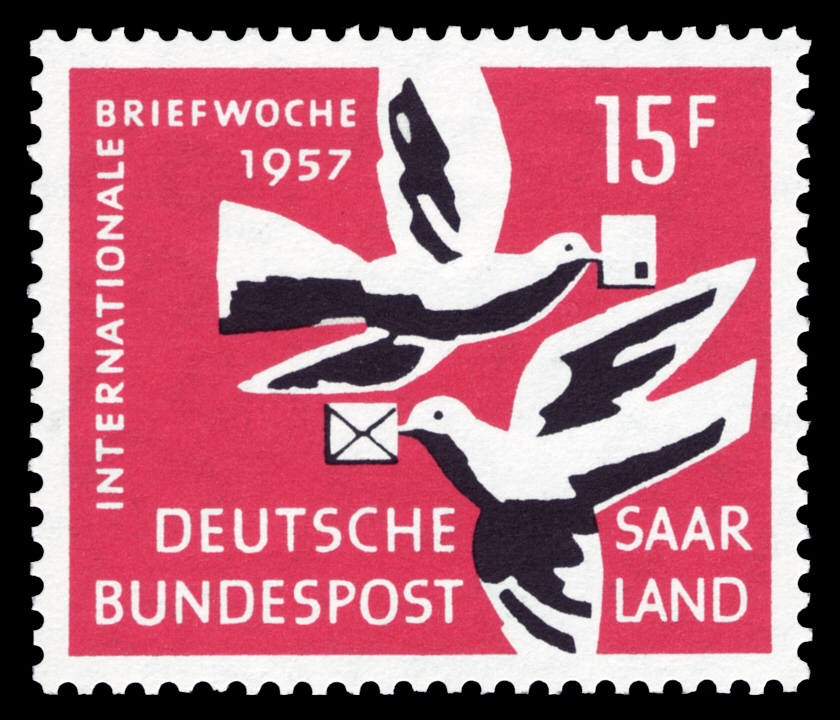
Protectorado del Sarre, 1957
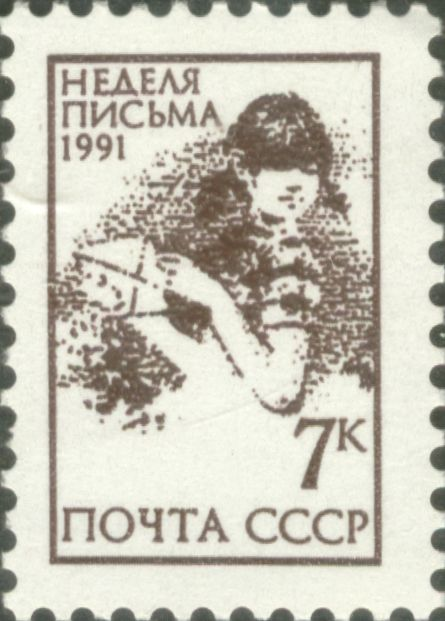
URSS, 1991
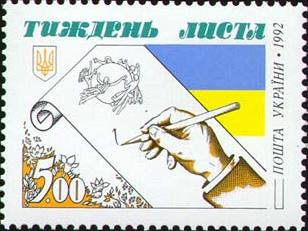
Ucrania, 1992
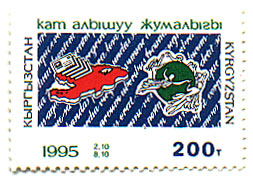
Kirguistán, 1995